# Донець Михайло Іванович
Миха́йло Іва́нович Доне́ць (10 (22) січня 1883 , Київ  — 10 вересня 1941 , Київ ) — український співак (бас), народний артист УРСР (з 1930). У 1913 — 1941 роках був (з перервою) одним із провідних солістів Київського театру опери та балету. Убитий в катівні НКВС.

## Життєпис

### Дитинство
Народився 11 (23) січня 1883 в багатодітній робітничій сім'ї. Батько його, Іван Васильович, походив із безземельних селян Василькова. Тому після військової служби в саперному батальйоні, що дислокувався в Києві, він не повернувся до рідного Василькова, а влаштувався помічником кресляра на місцевий завод «Арсенал». Одружившись із київською міщанкою Ориною Іванівною, поселився в перекособоченій розвалюсі під заводськими стінами, бо на пристойніше житло не вистачало заробітку. Попри злидні подружжя народило п'ятьох доньок та двох синів.
Матеріальні нестатки змусили дітей Донців змалечку працювати. Сестри нянчили малих дітей, а брати служили за харч у крамничних приказчиків «хлопчиками на побігеньках».
Як потім згадував Михайло Донець, любов до музики заронила й розвинула в ньому мати, котра знала силу-силенну українських народних пісень. Не обійшла доля дару музики й батька. «Завваживши мій побожний потяг до вокалу, — згадував пізніше співак, — він власноручно змайстрував і подарував мені саморобну скрипку. Ота домашня музична закваска і привела мене під благодатне крило провидця з розшуку майбутніх талантів композитора-педагога Грінченка».

### Спів у дитячому хорі
Якось київський музикант і регент Олексій Грінченко почув спів восьмирічного Михайла. Відтоді хлопчик став співати у церковному хорі, навіть з платнею — 50 копійок на місяць.
Уклавши угоду з антрепризою Київської опери, Олексій Грінченко обслуговував дитячим хором відповідні вистави. У такий спосіб Мишко Донець опинився в ролі маленького артиста на оперній сцені. Перед ним відкривається чарівний і незвіданий світ високого мистецтва. Йому пощастило почути спів найкращих тодішніх маестро, віч-на-віч зустріти самого Петра Чайковського, який диригував дитячим хором у виставі власної опери «Пікова дама». Скидалося на те, що сцена назавжди стане його покликанням і життям.
Коли Михайлові виповнилося одинадцять, померла від сухот його мати. А через три роки не стало й батька. На клопотання робітників-арсенальців недорослого хориста М. Донця, як круглого сироту, зарахували до військової школи медичних фельдшерів.

### Драматичний театр
Під час навчання у військовій школі Донець грав у курсантських спектаклях.
В одній із вистав його запримітив тодішній популярний актор і режисер, засновник російського драматичного театру у Києві Микола Соловцов. З того часу почалося духовне відродження юнака, який усі вільні від служби години проводив чи то в соловцовській драматичній студії, чи на гальорці Українського народного театру, спостерігаючи гру корифеїв сцени — Марії Заньковецької, Марка Кропивницького, Миколи Садовського, Панаса Саксаганського.
Відбувши військову повинність, Михайло Донець брав виклади вокалу в найвидатніших київських педагогів — Е. Мессіні, М. Бочарова, О. Самтагано-Горбакової. Водночас набував сценічної практики в популярній драматичній трупі Бородая в «ролях зі співом».
Після смерті М. М. Соловцова в листопаді 1903 року почалася професійна сценічна діяльність Михайла Донця. Дебютував він у п'єсі О. Островського «Снігуронька», виконавши роль гусляра. Працюючи в театрі, актор-початківець не припиняв оволодівати мистецтвом вокалу в елітарній музичній школі Тутковського. 

### Робота в опері
1905 року М. Донця зараховують до Київської опери. Наступного року співака запросили до Москви на роботу в приватному Оперному театрі Сергія Івановича Зиміна. «Служба в опері Зиміна, — згадував пізніше Михайло Донець, — заклала музичний театр усієї моєї сценічної діяльності. В атмосфері цього театру я вперше почав усвідомлювати справжнє покликання мистецтва. Тут у мене виховався художній смак, зміцнювалася сувора артистична дисципліна».
У Москві Михайло Донець здобув собі ім'я, ставши сценічним партнером таких відомих оперних співаків, як Федір Шаляпін, Леонід Собінов, Іван Алчевський та ін.
В 1913 році, завоювавши славу першокласного оперного співака, Михайло Іванович повернувся до України. Як свідчать очевидці, кожна його поява на сцені ставала подією у культурному житті міста. Сторінки місцевої преси рясніли відгуками на кшталт: «взірець божественного натхнення життєвої правди на сцені».
Під час Першої світової війни він був мобілізований до Російської імператорської армії, служив фельдшером у київському шпиталі, лише зрідка з'являючись на сцені.
У пореволюційні роки Михайло Донець став одним з найактивніших фундаторів українського оперного театру. Йому першому серед оперних співаків республіки було присвоєно почесне звання Заслуженого артиста, а 1930 року — Народного артиста України.
За своє творче життя Михайло Донець досконало оволодів 134-ма партіями басового репертуару. Голос його відзначався красивим тембром, широтою діапазону, рівним у всіх реґістрах. Він створив образи Івана Карася («Запорожець за Дунаєм» Гулака-Артемовського), Тараса Бульби («Тарас Бульба»), Виборного («Наталка Полтавка») в операх Лисенка; Захара Беркута («Золотий обруч» Лятошинського). Серед інших партій: Батько («Катерина» Аркаса), Артем («Кармелюк» Костенка), Сатана («Яблуневий полон» Чишка), Калинчук («Перекоп» Мейтуса, Рибальченка, Тіца, перше виконання), Сокальський («Щорс» Лятошинського, перше виконання), Мельник («Русалка» Даргомижського), Сусанін («Іван Сусанін» Глінки), Додон, Салтан («Золотий півник», «Казка про царя Салтана» Римського-Корсакова), Кочубей («Мазепа» Чайковського), Поґнер, Генріх («Нюрнберзькі мейстерзінґери», «Лоенґрін» Ваґнера), Мефістофель («Фауст» Ґуно) та ін.
Михайло Донець багато гастролював. У 1930-х роках він здійснив великі концертні поїздки радянським союзом, зокрема Уралом, Сибіром, Далеким Сходом. З великим успіхом гастролював в оперних театрах Харкова, Дніпропетровська, Львова, Ленінграда.
До німецько-радянської війни, разом з дружиною, мешкали на Церковному провулку (біля Звіринецького цвинтаря), в будинку № 8 - розкішній двоповерховій віллі, де збирався цвіт української музичної культури, бував П. Любченко.
1936 року брав участь у першій Декаді українського мистецтва в Москві. Записав на грамплатівки ряд українських народних пісень та арій з опер українських композиторів. Класичний репертуар зафіксувала продукція фірми “Грампласттрест” (Київ, 1935, 1937, 1939).

### Репресії та загибель
Ще з кінця 1920-х років, коли почався наступ на «націонал-ухильництво», в усі республіканські та крайові ДПУ надійшов із Москви таємний наказ розпочати підготовку з селекції національних кадрів інтелігенції. До реєстру потенційних ворогів сталінського режиму внесено й ім'я Михайла Донця. В очах слідства, його компрометувала дружба з Остапом Вишнею та Максимом Рильським. На нього було заведено «справу-формуляр».

Після нападу на СРСР гітлерівської Німеччини, аби убезпечити тил Червоної Армії, НКВС почав тотальну селекцію заздалегідь виявленого антирадянського елементу. 2 липня 1941 року начальник 1 відділення II відділу III Управління НКВС УРСР лейтенант держбезпеки Пєнкін на основі вивчення зібраних оперативних матеріалів знайшов, що перебування на волі артиста оперного театру Донця М. I. може становити небезпеку для радянської влади і виписав ордер на його арешт і трус за ч. 47.

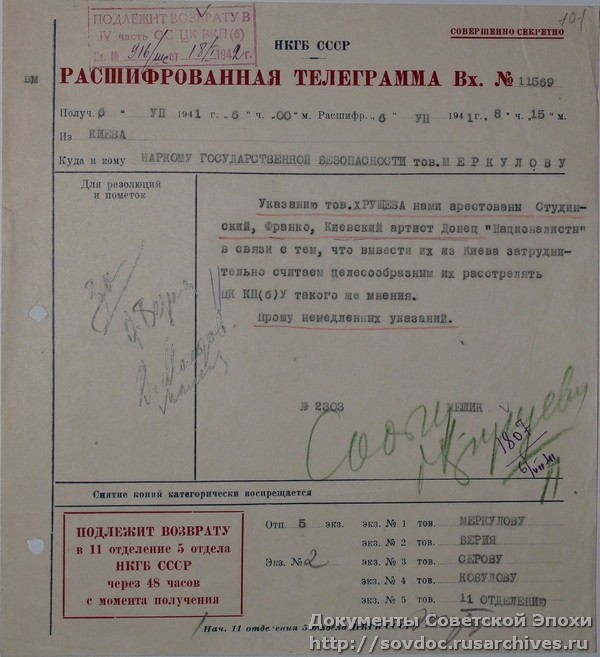
Телеграма НКВС з запитом на розстріл Студинського, Франка та Донця

У слідчій справі ч. 982516, як неспростовані підстави для звинувачення Донця в контрреволюційно-націоналістичній діяльності й підозрі в шпигунстві, підшиті копії протоколів допитів засуджених у різний час до розстрілу київського економіста Каліуха Д. В., композитора-диригента Верховинця-Костіва В. М., директора Київського театру опери і балету Яновського I. I.
Тричі за час ув'язнення Донець був допитаний, і жодного разу він ні в чому не визнав себе винним. В одному із протоколів зафіксована заява Михайла Донця: «Никакой контрреволюционной работой я никогда не занимался и националистом никогда не был. Я любил и люблю украинскую народную песню и украинскую музыку и больше никаких националистических увлечений у меня нет».
Слідчі теж не довели злочинної діяльності М. Донця. Проте після 6 липня 1941 року сліди Михайла Донця губляться.

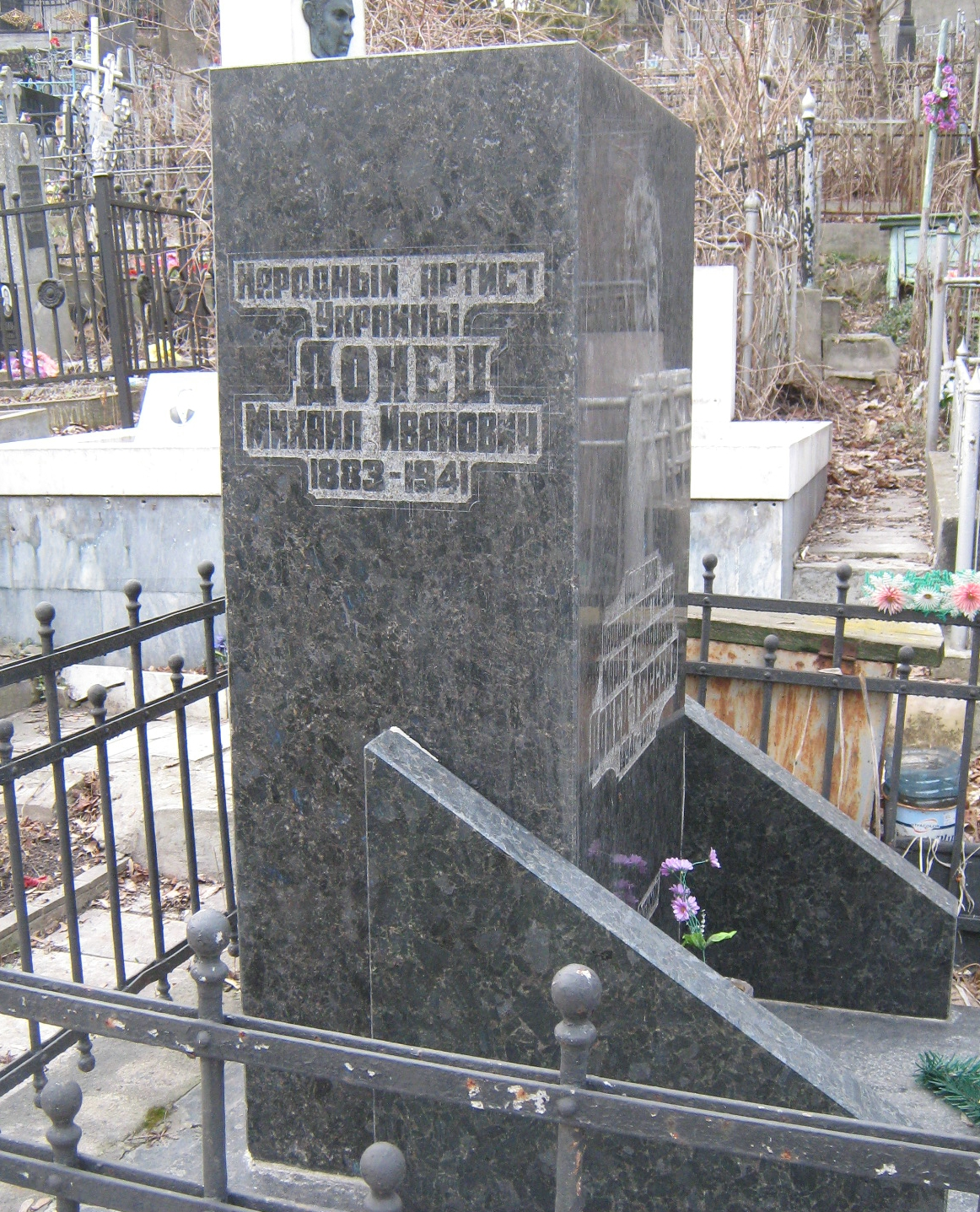
Кенотаф на Звіринецькому кладовищі у Києві.

10 вересня 1941 року в київських тюрмах за наказом наркома держбезпеки Меркулова без вироку суду були поголовно розстріляні всі в'язні. Є дані, що саме в цей день обірвалося його життя.
Після смерті Сталіна дружина співака Марія Едуардівна Донець-Тессейр на особисте звернення до Микити Хрущова отримала куцу довідку: «с санкции врага народа Меркулова Донец без решения суда был в Киеве расстрелян». Проте це вимушене зізнання було зроблено пошепки. Жоден друкований орган в Українській РСР цю інформацію не опублікував.
З 1955 року Михайла Донця в СРСР вже не називали «ворогом народу», проте ставлення до нього компартійних ідеологів залишалося недоброзичливим. Офіційний висновок КДБ, на основі перегляду слідчої справи Михайла Донця: рос. «нельзя считать установленным его причастность к «антисоветской националистической организации и проводимой им антисоветской работе». Проте жоден друкований орган в Українській РСР не оприлюднив цього висновку.
Реабілітовано Михайла Донця 1989 року.

## Увічнення пам'яті
Від 1992 року іменем Михайла Донця названо вулицю  в житловому масиві Києва «Відрадний» (до того — вулиця Затонського). Письменник Микола Кагарлицький — багатолітній дослідник творчості Михайла Донця. Упорядкував збірник листів і спогадів про Михайла Донця, а також написав повість «Велич і трагедія Михайла Донця» (в рукописному вигляді). 2020 року, завдяки зусиллям вдови Миколи Кагарлицького Ольги Кагарлицької та фінансовій допомозі письменниці і меценатки Лесі Богуславець, книгу було видано.